# Paul Weigel
Pour les articles homonymes, voir Weigel.
Paul Weigel est un acteur germano-américain né le 18 février 1867 à Halle (Province de Saxe), décédé le 25 mai 1951 à Los Angeles (États-Unis).

## Filmographie
- 1916 : The She-Devil
- 1916 : Maud (en) (Naked Hearts) de Rupert Julian : Père de Cecil
- 1916 : Chaque perle, une larme (Each Pearl a Tear) de George Melford : Roger Winston
- 1916 : The Intrigue de Frank Lloyd : Attaché to the Baron
- 1916 : Witchcraft (en) de Frank Reicher : Makepeace Struble
- 1917 : Each to His Kind (en) d'Edward LeSaint : Asa Judd
- 1917 : Le Loup noir (en) (The Black Wolf) de Frank Reicher : Old Luis
- 1917 : The Winning of Sally Temple (en) de George Melford : Talbot
- 1917 : The Bond Between de Donald Crisp : Carl Riminoss
- 1917 : The Inner Shrine de Frank Reichert : rôle indéterminé
- 1917 : Le Sacrifice de Sato (Forbidden Paths) de Robert Thornby : Luis Valdez
- 1917 : Pride and the Man d'Edward Sloman : George Everett
- 1918 : The Claim : Mike Bryan
- 1918 : Anita (The Only Road) de Frank Reicher : Manuel Lopez
- 1918 : Her Body in Bond : Emmett Gibson
- 1918 : Me und Gott : The Kaiser
- 1919 : The Siren's Song : Hector Remey
- 1919 : The Parisian Tigress : Count de Suchet (the elder)
- 1919 : Happiness a la Mode : Attorney Logan
- 1919 : Evangeline : Father Felician
- 1919 : Restez, mademoiselle ! (en) (Luck in Pawn) de Walter Edwards  : William Rainier
- 1920 : A Master Stroke : Hodge
- 1920 : Le Bâillon (Under Crimson Skies) de Rex Ingram : Plum Duff Hargis
- 1920 : The Red Lane de Lynn Reynolds : Père Leclair
- 1920 : Le Souffle des dieux (The Breath of the Gods) de Rollin S. Sturgeon : Count Ronsard
- 1920 : Merely Mary Ann : le vicaire
- 1920 : Kismet : Afife
- 1921 : They Shall Pay : Henry Seldon
- 1921 : Bring Him In (en) de Robert Ensminger et Earle Williams : Braganza
- 1922 : Up and Going de Lynn Reynolds : Père Le Claire
- 1923 : La Huitième Femme de Barbe-Bleue (Bluebeard's Eighth Wife), de Sam Wood : Marquis DeBriac
- 1923 : Bag and Baggage : Philip Anthony
- 1924 : Fighting for Justice : Sam Culvert
- 1924 : Which Shall It Be? : Musicmaster
- 1924 : Mademoiselle Minuit (Mademoiselle Midnight) de Robert Z. Leonard : Napoleon III (Prologue)
- 1924 : The Fatal Mistake
- 1924 : Honor Among Men : Baron Barrat
- 1924 : Tainted Money
- 1924 : The Silent Accuser : Stepfather
- 1924 : Pour un collier de perles (Folly of Vanity) de Henry Otto et Maurice Elvey : le vieux Roué
- 1925 : Soft Shoes : Dummy O'Day
- 1925 : Le Train de 6 heures 39 (Excuse Me) d'Alfred J. Goulding : Rev. Job Wales
- 1925 : Déclassée de Robert G. Vignola : Henri
- 1925 : The Verdict : Butler
- 1925 : Boys Will Be Joys : Henry Mills, board chairman
- 1925 : A Lover's Oath : Sheik Rustum
- 1926 : Speed Limit : M.. Charles Benson
- 1926 : Pour l'amour du ciel (For Heaven's Sake) : The Optimist
- 1927 : La Blonde ou la Brune? (Blonde or Brunette) de Richard Rosson : Butler
- 1927 : Sinews of Steel : Jan Van Der Vetter
- 1927 : Le Roi des rois (The King of Kings) : Undetermined Role
- 1927 : Hidden Aces : Serge Demidoff
- 1927 : Broadway After Midnight
- 1928 : The Wagon Show : Joey
- 1928 : Mariez-vous ! (Marry the Girl) de William C. McGann : The Butler
- 1928 : Isle of Lost Men : Preacher Jason
- 1928 : Skyscraper d'Howard Higgin
- 1928 : Code of the Air : Doc Carson
- 1928 : The Tiger's Shadow : Martin Meeker
- 1929 : Le Lys du faubourg (Lady of the Pavements) de David W. Griffith (non crédité)
- 1929 : Au-delà du devoir (The Leatherneck), de Howard Higgin : Petrovitch
- 1930 : Die Maske fällt
- 1930 : Nuits viennoises (Viennese Nights) d'Alan Crosland : Man in Vienna Opera Box
- 1931 : Mordprozeß Mary Dugan : Präsident Nash
- 1931 : The Vanishing Legion de Ford Beebe et B. Reeves Eason
- 1931 : Liebe auf Befehl : Dr Munaterra
- 1931 : Soul of the Slums : Brother Jacob
- 1932 : Histoire d'un amour (Back Street) de John M. Stahl : M.. Schmidt
- 1933 : The Vampire Bat : Holdstadt
- 1933 : Neighbors' Wives : Otto
- 1934 : La Maison des Rothschild (The House of Rothschild) de Alfred L. Werker : Man in 1780 Sequence
- 1934 : Guilty Parents : Juror
- 1934 : I'll Tell the World : Telegraph Operator
- 1934 : All Men Are Enemies : Landlord
- 1934 : Le Chat noir (The Black Cat) : Stationmaster
- 1935 : Un amoureux aux enchères (The Lottery Lover) de Wilhelm Thiele : Eiffel Tower Attendant
- 1935 : One More Spring : Undetermined Role
- 1935 : Le Baron Gregor (The Black Room) : A Peasant
- 1935 : Condemned to Live (en) de Frank R. Strayer : Old Village Doctor
- 1935 : Lucky Girl (Just My Luck) de Donald Petrie
- 1936 : Le Rayon invisible (The Invisible Ray), de Lambert Hillyer : Monsieur Noyer
- 1936 : Lady of Secrets : Dr Claudel
- 1936 : L'Or maudit (Sutter's Gold) de James Cruze : Man
- 1936 : La Fille de Dracula (Dracula's Daughter) : Transylvania innkeeper
- 1936 : Anthony Adverse : Butler
- 1936 : Quatre Femmes à la recherche du bonheur (Ladies in Love) d' Edward H. Griffith : Waiter
- 1936 : Come Closer, Folks (en) de D. Ross Lederman : Schlemmer
- 1937 : Espionage : French Telegrapher
- 1937 : Le Chant du printemps (Maytime) : Prompter
- 1937 : The Gold Racket : Daniel Forbes, Assayer
- 1937 : Thin Ice
- 1937 : Amour d'espionne (Lancer Spy) : Schreiber, Hotel Manager
- 1937 : Prescription for Romance : Peasant
- 1938 : Little Tough Guy : Proprietor
- 1938 : Toute la ville danse (The Great Waltz) : Organ Grinder
- 1939 : Disbarred : Warehouse Watchman
- 1939 : Ninotchka : Vladimir, With Letter from Leon
- 1940 : I Can't Give You Anything But Love, Baby : Piano Tuner
- 1940 : Les Quatre Fils (Four Sons) : Peasant
- 1940 : Le Dictateur (The Great Dictator) : M.. Agar
- 1940 : Une dépêche Reuter (A Dispatch from Reuter's) : Professor Gauss
- 1941 : Qui a tué Vicky Lynn? (I Wake Up Screaming) : Gus, the Delicatessen Proprietor
- 1942 : Jeanne de Paris (Joan of Paris) : Le concierge de l'école
- 1942 : Carrefours (Crossroads) de Jack Conway : Le vieil homme
- 1942 : Berlin Correspondent (en) d'Eugene Forde : Patron
- 1942 : Miss V from Moscow : Henri Devallier
- 1942 : Reunion in France : Old man
- 1943 : La Nuit sans lune (The Moon Is Down) d'Irving Pichel : l'homme âgé
- 1943 : Un espion a disparu : Elderly Man
- 1943 : Paris à l'aube (Paris After Dark) de Léonide Moguy : News Dealer
- 1943 : Happy Land d'Irving Pichel : Pop Schmidt
- 1944 : Passport to Destiny
- 1944 : Hitler et sa clique de John Farrow : Manservant
- 1944 : Le Singe velu d'Alfred Santell : Docteur
- 1945 : Where Do We Go from Here? : Dutch councilman